# إسماعيل عبد ال رزاق
إسماعيل عبد ال رزاق (بالإنجليزية: Ismail Abdul Razak)‏ هو لاعب كرة قدم غاني في مركز الوسط، ولد في 7 مارس 1989 في أكرا في غانا. لعب مع ريال بلد الوليد ونادي رونافيك.

## وصلات خارجية
- إسماعيل عبد الرزاق على موقع قاعدة بيانات كرة القدم.إي يو (الإنجليزية)
- إسماعيل عبد الرزاق على موقع Soccerway.com (الإنجليزية)